# James Joyce
James Augustine Aloysius Joyce (Dublin, 2. veljače 1882. – Zürich, 13. siječnja 1941.), irski književnik
Jedan od utemeljitelja modernog romana. Prve uspjehe postigao je zbirkom novela "Dablinci" iz 1914., u kojima Joyce prikazuje svakodnevicu i raznolika duševna stanja svojih junaka, kao i zanimljivim autobiografskim romanom "Portret umjetnika u mladosti" koji je čitalačkoj publici predstavljen 1916. Moglo bi se reći da je njegovo najpoznatije djelo Uliks objavljen 1922., vrhunac njegova stvaralačkog genija svakako predstavlja Finnegan's Wake iz 1939.

## O piscu
Izreka kaže kako je Bog izmislio whiskey da bi spriječio Irce da zavladaju svijetom. No i pored whiskeya nitko ih nije uspio spriječiti da zavladaju svijetom književnosti. Najveći pisci proteklog stoljeća u svim žanrovima bijahu Irci: pjesnik Yeats, prozaik Joyce te dramatičar Beckett. Joyce je napisao jednu knjigu pjesama (Komorna glazba) te jednu dramu (Izgnanici), no besmrtnost mu je osigurala proza.
Punih se osam godina Joyce natezao s izdavačima i urednicima oko objavljivanja svoje prve prozne knjige, zbirke pripovjedaka Dublinci. Dva puta je prerađivan slog knjige, a nekoliko puta urednici su ucjenjivali Joycea neka promijeni ili izbaci dio teksta. Danas, stotinjak godina kasnije, nevjerojatno zvuči da se tadašnjim urednicima riječ bloody (krvavo) činila silno sablažnjivom te da su za objavljivanje knjige dali uvjet po kojemu se ta riječ mora izbaciti.
Jedan je pak izdavač odbio izdati knjigu zbog jedne jedine rečenice: "Čovjek koji je gradio mostove i pisac koji ih je s nečuvenom strašću opisivao umro je na vrijeme. Sudbina je htjela da ne vidi ono što nije trebalo vidjeti." Ipak, 1914. godine knjiga će napokon biti objavljena. Zbirka je to od petnaest pripovjedaka, pisanih u prilično realističnom stilu, o Dublinu i njegovim stanovnicima na prijelazu dvaju stoljeća. (U jednom pismu bratu napisao je kako prije njega nijedan umjetnik nije Dublin ponudio svijetu.) Posljednja priča u zbirci - Mrtvi (po kojoj će John Huston snimiti svoj posljednji film), zasigurno je jedna od najljepših priča u cjelokupnoj svjetskoj književnosti i najbolji dokaz da je Joyce već s prvim proznim djelom veliki svjetski pisac. U vrijeme izdavanja Dublinaca Joyce već završava svoj kratki roman prepun autobiografskih elemenata: Portret umjetnika u mladosti. No ove dvije knjige samo su priprema za jedno od najvećih Joyceovih djela, njegov Uliks.
Početkom tridesetih godina Joyceovo se financijsko stanje ponešto popravilo. To ne znači da ga je pratila sreća: stara boljka (gubljenje vida) sve je više napredovala, a kćerka Lucija doživjela je živčani slom kao prvi simptom shizofrenije, od koje će uskoro oboljeti.

## Bloomsday
Šesnaesti dan lipnja, vrijeme radnje Uliksa, među Joyceovim je fanovima širom svijeta poznat kao Bloomsday, Bloomov dan. U cijelom svijetu, u Irskoj, a naročito u Dublinu, organiziraju se brojne manifestacije u čast Uliksa. Dublinci i turisti šetaju rutom Leopolda Blooma, jedu i piju u kavanama u koje je on zalazio šesnaestog dana listopada 1904. godine. Naravno, Joyceovci širom svijeta organiziraju i javna čitanja Uliksa. U prošlih nekoliko godina stale su se koristiti i blagodati interneta pa tako na majci svih mreža članovi joyceovskih udruženja s cijelog planeta glasno čitaju dijelove Uliksa. Prošle je godine jedan odlomak pročitala i irska predsjednica Mary Robinson. 

## Djela
- Junak Stephen (Stephen Hero) (napisan između 1904. i 1906., prethodnik "Portretu", objavljen 1944.
- Komorna glazba (Chamber Music), zbirka pjesama objavljena 1907.
- Dublinci (Dubliners), zbirka pripovijedaka 1914.
- Portret umjetnika u mladosti (A Portrait of the Artist as a Young Man), roman objavljen 1916.
- Izgnanici (Exiles), drama iz 1918.
- Uliks (Ulysses), roman objavljen 1922.
- Pomes Penyeach, zbirka pjesama iz 1927.
- Finneganovo bdijenje (Finnegans Wake), roman objavljen 1939.

Njegova djela su na hrvatski prevodili Luko Paljetak, Zlatko Gorjan, Stanislav Šimić, Leo Držić, Ante Stamać i Mirjana Buljan.